# Live at The Audio Compound
Live at The Audio Compound è un album dal vivo del gruppo musicale statunitense A Day to Remember, pubblicato il 25 gennaio 2021.
L'esibizione è stata trasmessa in streaming sul canale YouTube del gruppo, per poi essere resa disponibile per il download digitale e incisa, in copie limitate, su vinile. Lo stesso giorno hanno pubblicato un video per il brano Everything We Need, suonato acustico e live.

## Tracce
1. Mindreader (Live at TAC) – 3:06
2. I Surrender (Live at TAC) – 3:31
3. Resentment (Live at TAC) – 4:11
4. I'm Already Gone (Live at TAC) – 4:02
5. If It Means a Lot to You (Live at TAC) – 4:01
6. Rescue Me (Live at TAC) – 4:07
7. Degenerates (Live at TAC) – 3:30
8. Take Cover (Live at TAC) – 2:44 – cover degli Acceptance
9. Everything We Need (Live at TAC) – 3:10

## Formazione
- Jeremy McKinnon – voce
- Kevin Skaff – chitarra acustica, cori
- Neil Westfall – chitarra acustica, cori
- Josh Woodard – basso elettrico
- Alex Shelnutt – batteria elettronica